# كريستين يورجنسن
كريستين يورجنسن (بالإنجليزية: Christine Jorgensen)‏ (30 مايو 1926 - 3 مايو 1989) امرأة أمريكية متحولة جنسيًا من ذكر، هي أول شخص أصبح معروفًا على نطاق واسع في الولايات المتحدة بسبب إجراء جراحة تغيير الجنس. نشأ يورجنسن في برونكس في مدينة نيويورك. جُند بعد فترة وجيزة من تخرجه من المدرسة الثانوية في عام 1945 في الجيش الأمريكي خلال الحرب العالمية الثانية. التحق بعد خدمته العسكرية بالعديد من المدارس. تعلم خلال ذلك الوقت عن جراحة تغيير الجنس. سافر يورجنسن إلى أوروبا وحصل في كوبنهاغن في الدنمارك على إذن خاص للخضوع لسلسلة من العمليات بدءًا من عام 1952.
عادت بعد تغيير جنسها لأنثى إلى الولايات المتحدة في أوائل الخمسينيات من القرن الماضي وكان موضوع انتقالها على الصفحة الأولى من صحيفة نيويورك ديلي نيوز. أصبحت مشهورة على الفور ومعروفة بصراحتها وذكائها اللامع ودافعت عن الأشخاص المتحولين جنسيًا. عملت أيضا كممثلة وفنانة في ملهى ليلي وسجلت العديد من الأغاني.

## بداية حياتها
اسمها في الأصل جورج وليام يورجنسن، ترعرع جورج في حي بيلمونت في برونكس في مدينة نيويورك. كان الطفل الثاني للنجار والمقاول جورج وليام يورجنسن وزوجته فلورنس ديفيس هانسن. وصف يورجنسن نفسه لاحقًا بأنه «صبي صغير ضعيف، أشقر ومنطوٍ على نفسه، يهرب من معارك القتال والألعاب الخشنة».
تخرج يورجنسن من مدرسة كريستوفر كولومبوس الثانوية في عام 1945 وسرعان ما جُند في الجيش الأمريكي في سن التاسعة عشر. التحق بعد تسريحه من الجيش بكلية موهوك فالي في أوتيكا في نيويورك، والمدرسة التقدمية للتصوير الفوتوغرافي في نيو هافن في كونيتيكت، وكلية مانهاتن للطب وطب الأسنان في مدينة نيويورك. عمل أيضًا لفترة وجيزة في باثي نيوز.

## تغيير الجنس
نقص تطوره الذكوري عند العودة إلى نيويورك بعد الخدمة العسكرية، وسمع يورجنسن عن جراحة تغيير الجنس. بدأ بتناول هرمون الاستروجين على شكل اتينيل استراديول وبدأ في البحث عن عملية الجراحة بمساعدة جوزيف أنجيلو زوج زميلة له في كلية مانهاتن للطب وطب الأسنان. أراد يورجنسن الذهاب إلى السويد، حيث تواجد الأطباء الوحيدون في العالم الذين أجروا الجراحة. التقى خلال توقفه في كوبنهاغن لزيارة الأقارب كريستيان هامبرغر وهو طبيب الغدد الصماء الدنماركي والمتخصص في العلاج الهرموني. بقي يورجنسن في الدنمارك وخضع للعلاج بالهرمونات البديلة تحت إشراف هامبرغر. اختار اسم كريستين له بعد تغيير جنسه تكريمًا لهامبرغر.

حصل على إذن خاص من وزير العدل الدنماركي للخضوع لسلسلة من العمليات في ذلك البلد. أجرى الجراحون في مستشفى جنتوفتي في كوبنهاغن في 24 سبتمبر 1951 عملية استئصال خصى يورجنسن. كتب في رسالة إلى الأصدقاء في 8 أكتوبر 1951 كيفية تأثير الجراحة عليه: 
«كما ترون من الصور المرفقة التي التُقطت قبل العملية مباشرةً فقد تغيرت كثيرًا. ولكن التغييرات الأخرى هي الأكثر أهمية. هل تتذكرون الشخص الخجول البائس الذي غادر أمريكا؟ حسنًا، هذا الشخص لم يعد كذلك، وكما ترون أنا في حالة معنوية رائعة». 
أجرى الأطباء في مستشفى جامعة كوبنهاجن في نوفمبر 1952 عملية استئصال القضيب. وقال يورجنسن: «لم تكن عمليتي الثانية مهمة وكبيرة مثل العملية السابقة».
عادت يورجنسن إلى الولايات المتحدة وقامت بإجراء جراحة المهبل عندما أصبحت العملية متاحة هناك.

## الشهرة اعلاميًا
نشرت صحيفة نيويورك ديلي نيوز القصة على الصفحة الأولى في 1 ديسمبر 1952 تحت عنوان (جورج سابقًا أصبح فتاة شقراء جميلة) معلنة أنَّ يورجنسن أنجز أول تغيير جنسي. أُجري هذا النوع من الجراحة من قبل أطباء ألمان في أواخر عشرينيات وأوائل ثلاثينيات القرن العشرين. كان دورشن ريختر والفنانة الدنماركية ليلي إلبه من مراجعي ماغنوس هيرشفلد في معهد العلوم الجنسية في برلين ومعروفين بإجراء هذه العمليات في 1930-1931. ما كان مختلفًا في حالة يورجنسن هو وصفة الهرمونات الأنثوية المضافة.

## روابط خارجية
- كريستين يورجنسن على موقع IMDb (الإنجليزية)
- كريستين يورجنسن على موقع الموسوعة البريطانية (الإنجليزية)
- كريستين يورجنسن على موقع أول موفي (الإنجليزية)
- كريستين يورجنسن على موقع إن إن دي بي (الإنجليزية)
- كريستين يورجنسن على موقع قاعدة بيانات الفيلم (الإنجليزية)